# 弗爾蒂戈海崖
83°35′S 167°0′E / 83.583°S 167.000°E
弗爾蒂戈海崖（英語：Vertigo Bluff），是南極洲的海崖，位於沙克爾頓海岸，處於阿斯奎斯海崖以南7公里的倫諾克斯金冰川西岸，現時由南極條約體系管理。